# Massimilian Porcello
Massimilian Porcello (ur. 23 czerwca 1980 w Bückeburgu) – włoski piłkarz występujący na pozycji pomocnika. Od 2011 roku jest zawodnikiem VfL Osnabrück.

## Kariera
Porcello jako junior grał w klubach VfL Bückeburg, SV Obernkirchen, JSG Lauenhagen, FC Gütersloh i SC Paderborn. Jego  pierwszym profesjonalnym klubem była Arminia Bielefeld. W barwach tego zespołu zadebiutował 13 sierpnia 2000 w wygranym przez jego zespół 3-1 pojedynku z VfL Osnabrück, rozegranym w ramach rozgrywek 2. Bundesligi. Łącznie w sezonie 2000/01 rozegrał 24 spotkania. W 2002 roku uplasował się z Arminią na drugim miejscu w lidze i wywalczył awans do ekstraklasy. W najwyższej klasie rozgrywkowej pierwszy występ zanotował 11 sierpnia 2002 w spotkaniu z Werderem Brema, wygranym przez jego drużynę 3-0. W tamtym spotkaniu strzelił gola, a także zaliczył asystę. Na koniec sezonu zajął z Arminią szesnaste miejsce w lidze i powrócił na zaplecze ekstraklasy. W 2004 roku ponownie wywalczył z klubem awans do pierwszej ligi. W klubie z Bielefeld spędził jeszcze dwa lata. Łącznie rozegrał tam 109 spotkań i zdobył dwanaście bramek.
W 2006 roku podpisał kontrakt z drugoligowym Karlsruher SC. Pierwszy występ zanotował tam 11 sierpnia 2006 w ligowym meczu z Wackerem Burghausen, wygranym przez jego zespół 4-0. W 2007 roku wygrał z klubem rozgrywki 2. Bundesligi i awansował do ekstraklasy.
W 2011 roku przeszedł do VfL Osnabrück.